# Tucker's Witch
Tucker's Witch est une série télévisée dramatique de fantasy américaine en douze épisodes de 45 minutes, diffusés entre le 6 octobre 1982 et le 9 juin 1983 sur le réseau CBS.
Cette série est inédite dans tous les pays francophones.

## Fiche technique
Sauf indication contraire, les informations mentionnées dans cette section peuvent être confirmées par la base de données cinématographiques IMDb,  présente dans la section « Liens externes ».
- Titre original : Tucker's Witch
- Réalisation : Peter H. Hunt, Rod Daniel, Harry Winer, Corey Allen, Harvey S. Laidman, Randa Haines et Victor Lobl
- Scénario : William Bast, Paul Huson, Steve Kline, Bernie Kukoff, Lee Sheldon, Mary Ann Kasica, Michael Scheff et Marc Rubin
- Photographie : Harry J. May et Matthew F. Leonetti
- Musique : Brad Fiedel, George Khan, Shirley Walker et J. A. C. Redford
- Casting : Jessica Overwise
- Montage : Jack Hofstra (de), Domenic Dimascio et Howard Deane
- Décors : Cheryal Kearney et Jeff Haley
- Production : Mel Efros, Steve Kline, William Bast, John Thomas Lenox et Michael P. Schoenbrun
  - Producteur délégué : Philip Mandelker et Leonard Hill
  - Producteur associé : Janet Kapsin, Michael S. McLean et Benjamin A. Weissman
  - Producteur superviseur : Bernie Kukoff
- Sociétés de production : Hill/Mandelker Films
- Société de distribution : CBS
- Chaîne d'origine : CBS
- Pays d'origine :  États-Unis
- Langue originale : anglais
- Genre : Drame de fantasy
- Durée : 45 minutes

## Distribution

### Acteurs principaux
- Tim Matheson : Rick Tucker
- Catherine Hicks : Amanda Tucker
- Bill Morey : Lieutenant Sean Fisk
- Alfre Woodard : Marcia Fullbright
- Barbara Barrie : Ellen Hobbes

### Acteurs récurrents et invités
- Ted Danson : Danny Kikwood
- Kim Cattrall : Amanda Tucker
- Elizabeth Wilson : Jewel Porter
- Charles Cioffi : Frank Gurell
- Kenneth Mars : Mark Wyndham
- Lawrence Pressman : George
- David Spielberg : Dr Wayne Harris
- Barry Corbin : Ted Lomax
- Rita Gam : Beatrice
- Paul Hecht : Stefan Kubler
- Ted Neeley : Keith Tracy
- Simon Oakland : Daniel Gorman
- Joe Penny : Justin St. Peter
- Nancy Cartwright : Holly Fields
- Marj Dusay : Jessica Price
- Jordan Charney : Max Leopold
- Terry Kiser : Andrew Brenn

## Épisodes
1. The Good Witch of Laurel Canyon
2. Big Mouth
3. The Corpse Who Knew Too Much
4. The Curse of the Toltec Death Mask
5. Terminal Case
6. Abra-Cadaver
7. Dye Job
8. Psyche Out
9. Rock Is a Hard Place
10. Formula for Revenge
11. Living and Presumed Dead
12. Murder Is the Key

## Commentaires
Le pilote original mettait en vedette Art Hindle (en) et Kim Cattrall. Cette dernière a été remplacée à la demande du réseau après avoir visionné ses scènes dans le film Porky's sorti quelques mois plus tôt.
La série n'a eu aucune chance dans la case du mercredi contre Dynastie sur ABC et Quincy M.E. sur NBC et a été retirée de l'horaire après six épisodes. Les six épisodes restants ont été brûlés au printemps 1983.